# 精霊流し〜あなたを忘れない〜
『精霊流し〜あなたを忘れない〜』（しょうろうながし あなたをわすれない）は、NHKで2002年11月11日から12月5日まで放送されたテレビドラマ。原作はさだまさしの小説『精霊流し』。全16話。

## キャスト
- 櫻井雅彦：坂口憲二（少年期：東海孝之助）
- 岸田涼子：新山千春（少女期：鈴木彩）
- 大石春人：中村俊介（少年期：浅利陽介）
- 木下徳恵：滝沢沙織（少女期：杉本友莉亜）
- 櫻井雅人：根津甚八
- 大石節子：風吹ジュン
- 櫻井喜代子：宮崎美子
- 野川初男：佐野史郎

## 主題歌
- 「精霊流し」さだまさし

## スタッフ
- 脚本：市川森一
- 演出：中山秀一
- 音楽：服部隆之
- 共同制作：東北新社クリエイツ、NHKエンタープライズ21
- 制作・著作：NHK

## サブタイトル
- 第1週：旅立ちの時
- 第2週：出会いの時
- 第3週：別れの時
- 第4週：誕生の時